# Ігнасіо Амбріс
Маркос Ігнасіо Амбріс Еспіноса (ісп. Marcos Ignacio Ambriz Espinoza; нар. 7 лютого 1965, Мехіко, Мексика) — колишній мексиканський футболіст, захисник відомий за виступами за «Некаксу» і збірну Мексики. Учасник Чемпіонату світу 1994 року.
У 2002 році розпочав кар'єру тренера.

## Клубна кар'єра
Амбріс почав кар'єру в клубі «Некакса». У 1983 році він дебютував за команду в мексиканській Прімері. Ігнасіо не часто проходив в основу і в 1986 році перейшов в «Саламанку» для отримання ігрової практики, але ні там, ні в наступному своєму клубі «Леоні» надовго не затримався.
У 1989 році Амбріс повернувся в «Некасу». На цей раз він завоював місце в основі і став одним з лідерів команди. В сезонах 1994/95 та 1995/96 Ігнасіо допоміг команді виграти чемпіонат Мексики, а також завоювати Кубок Мексики і здобути перемогу в Лізі чемпіонів КОНКАКАФ.
У 1996 році він провів сезон, виступаючи за «Атланте», а в наступному році встиг пограти за «Пуеблу» і «Селаю».
У 1999 році Амбріс втретє повернувся в «Некаксу», де після двох сезонів завершив кар'єру.

## Міжнародна кар'єра
У 1992 році Амбріс дебютував за збірну Мексики. У 1993 році він став срібним призером Кубка Америки у складі національної команди і виграв Золотий кубок КОНКАКАФ. На турнірі Ігнасіо зіграв у матчах проти збірних Канади, США, Коста-Ртки, Ямайки та Мартиніки. У зустрічах проти американців і ямайців він забив гол.
У 1994 році Амбріс потрапив в заявку національної команди на участь у чемпіонаті світу в США. На турнірі він зіграв в поєдинках проти збірних Болгарії, Ірландії, Італії та Норвегії.
У 1995 році Ігнасіо взяв участь у Кубку Америки, а також допоміг збірній завоювати бронзові медалі на Кубку Короля Фахда.

## Тренерська кар'єра
Розпочав свою тренерську кар'єру у 2002 році з клубом «Пуебла», провівши там тільки сім матчів. У 2003 році він став помічником співвітчизника Хав'єра Агірре в іспанських клубах «Осасуна» і «Атлетіко Мадрид». Вони розійшлися, коли Агірре був звільнений з посади в Мадриді у 2009 році. Надалі Амбріс очолював «Сан-Луїс» (з 2009 по 2011 рік) і «Гвадалахару» (в 2012 році), де провів лише дванадцять матчів.
4 лютого 2013 року Адольфо Ріос, президент «Керетаро», назвав Амбріса новим тренером після того, як клуб звільнив Серхіо Буено. Ігнасіо керував клубом аж до лютого 2015 року, коли Амбріс був звільнений після низки поганих результатів під час турніру Клаусура.
26 травня 2015 року Амбріс був затверджений як новий менеджер «Америки», підписавши контракт на два роки. З командою Ігнасіо виграв Лігу чемпіонів 2015/16, проте після домашньої поразки від «Леону» (0:2) 17 вересня 2016, Амбріс був звільнений на наступний день.
У 2017 році очолив рідний клуб «Некакса».

## Досягнення

### Як гравець
- Чемпіон Мексики: 1994/95, 1995/96
- Володар Кубка Мексики: 1994/95
- Володар Кубка володарів кубків КОНКАКАФ: 1994
- Переможець Золотого кубка КОНКАКАФ: 1993
- Срібний призер Кубка Америки: 1993

### Як тренер
- Володар Кубка чемпіонів КОНКАКАФ: 2015/16